# Anselm Salomon von Rothschild
Anselm Salomon von Rothschild (29. ledna 1803 Frankfurt nad Mohanem – 27. července 1874 Vídeň) byl rakouský bankéř, zakladatel banky Creditanstalt.

## Život
Anselm Salomon von Rothschild byl synem bankéře Salomona Mayera von Rothschild (1774–1855) a jeho ženy Caroline Stern (1782–1854), zakladatele rakouské dynastie Rothschildů. A. S. von Rothschild se 11. září 1826 oženil s Charlotte de Rothschild (1807–1859), nejstarší dcerou londýnského bankéře Nathana Mayera Rothschilda (1777–1830). Jeho sestra Betty (1805–1874) byla provdána za strýce francouzského bankéře Jamese Mayera de Rothschild (1792–1868).
Vzdělání získal na univerzitě v Berlíně, ale z obavy rodiny aby tento talentovaný, jediný syn se nevydal na jinou dráhu nežli dráhu bankéře, už v roce 1820 byl zaměstnán v pařížském bankovním domě svého strýce Jamese Mayera de Rothschilda jako učeň. Další zkušenosti mu zajistil pobyt ve Frankfurtu nad Mohanem u strýce Amschela Mayera von Rohschilda (1773–1855). V revolučním období 1848 musela rodina Rothschildů opustit Vídeň a uchýlit se do Paříže k Jamesovi. Když se Amselm Salomon, po uklidnění nepokojů, vrátil do Vídně, našel budovu banky vypleněnou a rodinné finance v ubohém stavu. Po smrti svého otce v roce 1855 přebral vedení vídeňského bankovního domu a konsolidoval ho. Úspěšně byla dokončena železniční stavba Vídeň – Bochnia, pokračovala modernizace Vítkovických železáren a důlních podniků v ostravsko-karvinském revíru. 31. října 1855 založil C. k. privilegovaný Rakouský úvěrový ústav pro obchod a průmysl (K. k. priv. Österreichische Credit-Anstalt für Handel und Gewerbe) za podpory rakouského ministra financí Karla Ludwiga von Brucka a vysoké šlechty, která investicemi podpořila Anselma Salomona von Rotschilda. Akciový kapitál banky činil 100 milionů zl. k. m. z čehož jedna čtvrtina připadala právě bankovnímu domu Rothschildů ve Vídni.
V roce 1847 mu bylo uděleno čestné občanství města Vídně.
Od roku 1861 byl členem Říšské rady Rakouska, byl jmenován císařem Františkem Josefem I. do Panské sněmovny.
V roce 1866 jako zastánce míru odmítl poskytnout úvěr soupeřícím stranám, Rakousku i Prusku. Po roce 1866 odešel z bankovnictví a podílel se na dobudování Jižní státní dráhy Lombardie – Benátky.
Roku 1869 nechal postavit ve Vídni nemocnici. Po své smrti v závěti odkázal vídeňské židovské komunitě 1,2 milionu zlatých.

### Potomci
Z manželského svazku s Chalotte de Rothschild vzešlo osm dětí:
- Mayer Anselm Léon (7. červenec 1827 – 11. červenec 1828)
- Caroline Julie Anselm von Rothschild (1830–1907), provdána za Adolpha Carla von Rothschild (1823–1900) syna Carla Mayera z Neapole, žili na hradě v Pregny-Chambesy poblíž Ženevského jezera. Později používala jméno Julie de Rothschild a byla blízkou přítelkyní rakouské císařovny Alžběty.
- Hannah Mathilde von Rothschild (1832–1924), měla velké hudební nadání, provdaná za Wilhelma Carla von Rothschild (1828–1901) bankéře ve Frankfurtu nad Mohanem
- Sara Louise von Rothschild (1834–1924) vdaná za barona Raimonda Franchettiho (1829–1905), bydleli v paláci Cavalli-Franchetti v Benátkách.
- Nathaniel Mayer von Rothschild (1836–1905) opustil banku ve Vídni, stal se sběratelem a mecenášem. Nechal vystavět ve Vídni nádherné zahrady (Rothschildovy zahrady). Zemřel svobodný a bezdětný.
- Ferdinand James Anselm de Rothschild (1839–1898) se přestěhoval do Anglie, postavil zde velkolepé sídlo Waddesdon Manor. Po smrti jeho manželky a dítěte u porodu se stal sběratelem umění. Zemřel bez dědice. Dědičkou se stala nejmladší sestra Alice von Rothschild.
- Salomon Albert Anselm von Rothschild (1844–1911) pokračovatel ve vedení rodinné banky ve Vídni, kterou vedl od roku 1872.
- Alice Charlotte de Rothschild (1847–1922) žila ve Velké Británii v sídle Eythrope v blízkosti svého bratra Ferdinanda, po kterém později zdědila sídlo Waddesdon Manor. Později se přestěhovala ze zdravotních důvodů na zámek Grasse v jižní Francii. U tohoto zámku byly velké zahrady, kde bylo zaměstnáno až 100 zahradníků. Zemřela bezdětná a svůj majetek (jeden z největších ve Velké Británii – 92 milionů liber) odkázala anglickému synovci Jacobovi baronu Rothschildovi.